# Орлов, Иван Николаевич
 Иван Николаевич Орлов  (1834/1835—1907) — действительный тайный советник, сенатор 1-го департамента Правительствующего сената.

## Биография
Учился в Московском дворянском институте, но среднее образование получил в Императорском Александровском лицее, окончив в 1854 году с 3-й золотой медалью; 18 декабря 1854 года вступил на службу по министерству юстиции.
В 1860 году переведён в кораблестроительный департамент морского министерства делопроизводителем. В 1864 году командирован в Англию и Францию для сбора сведений о ходе дел по броненосному строению. В 1866 году назначен членом Санкт-Петербургского окружного суда, в 1868 году — товарищ председателя Курского окружного суда, затем товарищ прокурора Харьковской судебной палаты. В 1869 году был назначен вице-президентом Симферопольского тюремного комитета, а потом также — Херсонского и Бессарабского. В 1871 году назначен старшим председателем Казанской судебной палаты.
В 1877 году, 18 декабря, стал сенатором, а в 1881 году — старшим председателем Киевской судебной палаты с оставлением в звании сенатора. В 1883 году определён в уголовный кассационный департамент Сената. В 1890 году перемещён в 1-й департамент.
В 1894 году назначен действительным членом Императорского человеколюбивого общества.
В 1898 году жил в Санкт-Петербурге на Стремянной улице, д. № 16.
Скончался в Павловске Санкт-Петербургской губернии. Похоронен на Новодевичьем кладбище в Санкт-Петербурге.
Дочь, Анна, была замужем за Л. А. Шепелевым.

## Награды
- Орден Святого Станислава 2-й степени с императорской короной (1863)
- Орден Святой Анны 2-й степени (1865)
- Орден Святого Владимира 3-й степени (1868)
- Орден Святого Станислава 1-й степени (1872)
- Орден Святой Анны 1-й степени (1876)
- Орден Святого Владимира 2-й степени (1882)
- Орден Белого орла (1887)
- Орден Святого Александра Невского (01.01.1892)